# Ваче I
Ваче I (*Վաչէ Ա, д/н — бл. 313) — цар Кавказької Албанії у 301—313 роках.

## Життєпис
Походив з династії Албанських Аршакіди. Син Вачагана I, царя Кавказької Албанії. Після смерті останнього у 301 році стає новим володарем. Маневрував між Римською імперією та Сасанідською Персією. Водночас дав можливість християнським місіонерам вести проповіді в Кавказькій Албанії. Також сприяв поширенню албанської писемності.
Точна дата його смерті невідома, сталося це між 309 та 313 роками. Йому спадкував син Урнайр.